# 小笠原信定
小笠原信定（1521年—1569年2月1日），日本戰國時代的武將。父親是小笠原長棟。鈴岡城主。

## 生平
在永正18年（1521年）出生，家中次男。為了對抗分家松尾小笠原家，被父親長棟和兄長長時派遣，復興鈴岡小笠原家，後來移至松尾城。兄長長時在鹽尻峠之戰中被武田晴信擊敗後，在伊那地方持續抵抗，天文23年（1554年），被武田氏擊敗。與兄長一同經由東海道上洛，並投靠三好氏，成為其客將，於是留在攝津國芥川山城。永祿11年（1568年），擁立將軍足利義昭的織田信長攻陷芥川城。
永祿12年（1569年），與三好長逸等人一同在本圀寺襲撃義昭（本圀寺之變），於京都的桂川戰死。墓所在山城國成恩寺。
兒子長繼仕於貞慶、秀政父子。

## 外部連結
- 武家家伝＿府中小笠原氏 （页面存档备份，存于）